# 515. padalski pehotni polk (ZDA)
515. padalski pehotni polk (izvirno angleško 515th Parachute Infantry Regiment; kratica 515. PIR) je bila padalska enota Kopenske vojske Združenih držav Amerike.

## Zgodovina
Polk je bil ustanovljen 31. maja 1943 v Fort Benningu. Januarja 1944 je bil premeščen v Camp Mackall in bil marca istega leta dodeljen 13. zračnoprevozni diviziji. Januarja 1945 je bil premeščen v Francijo in bil avgusta istega leta poslan nazaj v Fort Bragg; tu je bil 25. februarja 1946 razpuščen.